# Bowen (månekrater)
Bowen er et lille nedslagskrater på Månen. Det befinder sig på Månens forside og er opkaldt efter den amerikanske astronom Ira S. Bowen (1898 – 1973).
Navnet blev officielt tildelt af den Internationale Astronomiske Union (IAU) i 1976. 
Før det blev omdøbt af IAU, hed dette krater "Manilius A". 

## Omgivelser
Bowenkrateret ligger sydvest for Montes Haemus på randen af det lille månhav Lacus Doloris. Maniliuskrateret ligger syd for, på den modsatte "bred" af Lacus Doloris.

## Karakteristika
Krater har en relativt flad kraterbund, hvilket adskiller det fra de fleste små kratere, som normalt er skålformede.

## Måneatlas
- Billeder af Bowenkrateret i LPI-måneatlasset